# Paul Knight
Paul Knight (ur. 3 stycznia 1944 w Hendon, zm. 16 sierpnia 2020) - brytyjski producent filmowy i telewizyjny, reżyser i scenarzysta.

## Filmografia[3]

### Producent
- 2001 - Murder in Mind
- 2001 - The Bombmaker
- 2000 - The Stretch
- 1994 - The Knock
- 1988 - London's Burning
- 1987 - Pulaski
- 1984–1986 - Robin z Sherwood
- 1981 - Smuggler
- 1979 - Dick Turpin
- 1977 - Holding On

## Reżyser
- 1970 - Tales of Unease

## Scenarzysta
- 1987 - Awanturnik